# Sussex Spaniel
Sussex Spaniel là một giống chó xù có nguồn gốc từ nước Anh. Chúng thuộc dòng chó Spaniel là giống chó săn theo thể loại chó tha mồi (gundog).

## Tổng quan
Giống chó xù tai rũ này đã phát triển ở vùng Sussex xứ Anh quốc trong suốt thập niên 1790. Chó xù Sussex chưa bao giờ được coi là phổ biến, nhưng bản tính cần cù và trầm tĩnh của chúng đã khiến chúng được đánh giá cao cả về phương diện chó thể thao lẫn phương diện một người bạn đồng hành trung thành của con người. Vào khoảng cuối thế kỷ trước giống chó này đã gần như bị chìm vào quên lãng, và phải mãi đến thập niên 1950 thì tương lai của chúng mới được đảm bảo an toàn hơn. suốt những năm gần đây, vì nhiều lý do chúng vẫn đang trải qua một thời kỳ phục hồi tên tuổi xa xưa.

## Đặc điểm
Giống chó Sussex này có một sắc lông vàng óng mỡ gà đặc trưng, và sắc lông này chỉ thỉnh thoảng bị làm cho khác biệt bởi sự điểm xuyết của một vệt lông ngực trắng ở một vài cá thể riêng biệt. Điều này bị coi là một khiếm khuyết khá lộ liễu, điều này hoàn toàn ngược với một số giống chó xù khác. Người ta chưa bao giờ quả quyết rằng chúng có thể được xem là một loại thú cưng nuôi trong nhà, vì trong huyết quản của chúng vẫn còn tồn tại vững chắc bẳn năng làm việc cần cù chăm chỉ. Vì vậy, giống chó xù này được coi là thích hợp nhất khi sống trong môi trường thôn quê và chúng cấn có một lượng vận động đáng kể thông qua hình thức di dạo, rong chơi mỗi ngày. Chiều cao của chúng từ 38- 40,5 cm, trọng lượng nặng 20,4 kg.